# GBU-39
Pour les articles homonymes, voir GBU.
La GBU-39 Small-Diameter Bomb (SDB) ou bombe de petit diamètre, est une bombe guidée américaine de 110 kg en service depuis 2006 destinée à équiper les avions de combat d'une quantité accrue de bombes de précision. La plupart des avions de l'United States Air Force seront capables d'embarquer un ensemble de quatre de ces bombes à la place d'une seule bombe de 800 kg en utilisant le système de largage BRU-61/A.

## Aspects techniques

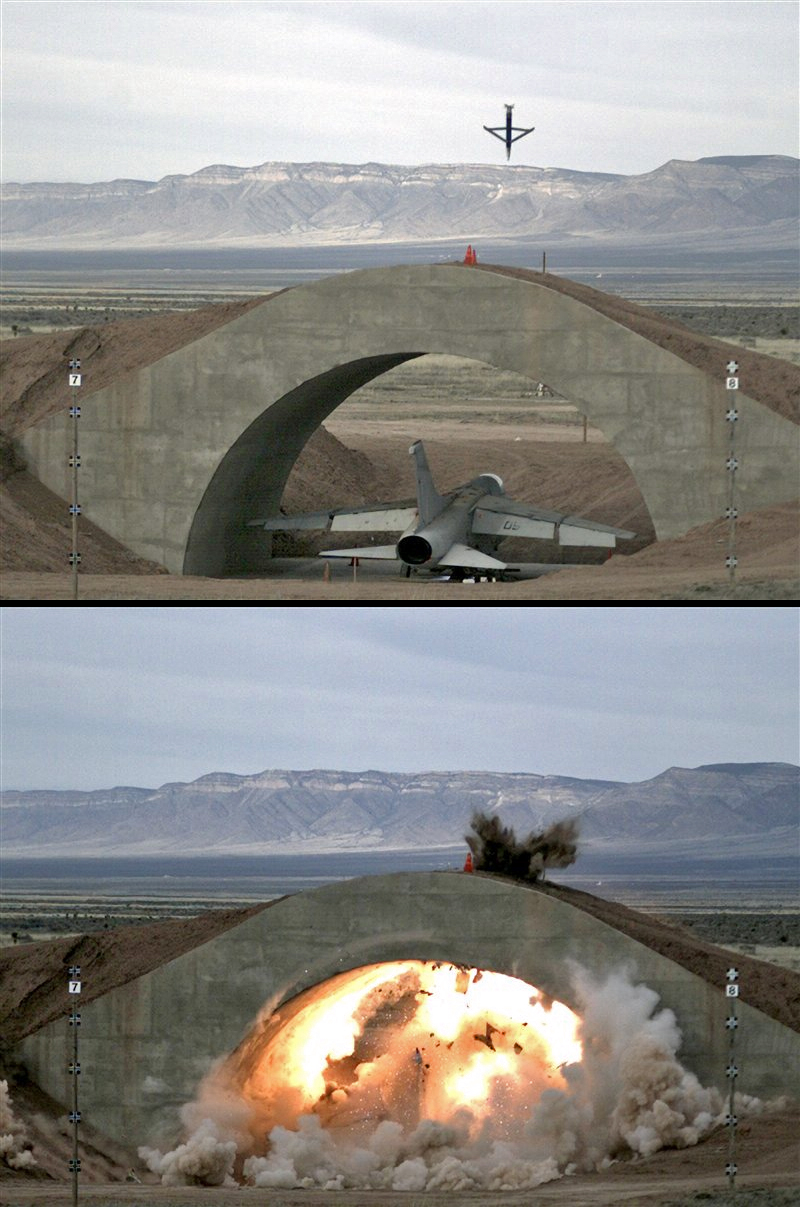
Impact d'une GBU-39 lors d'un test.

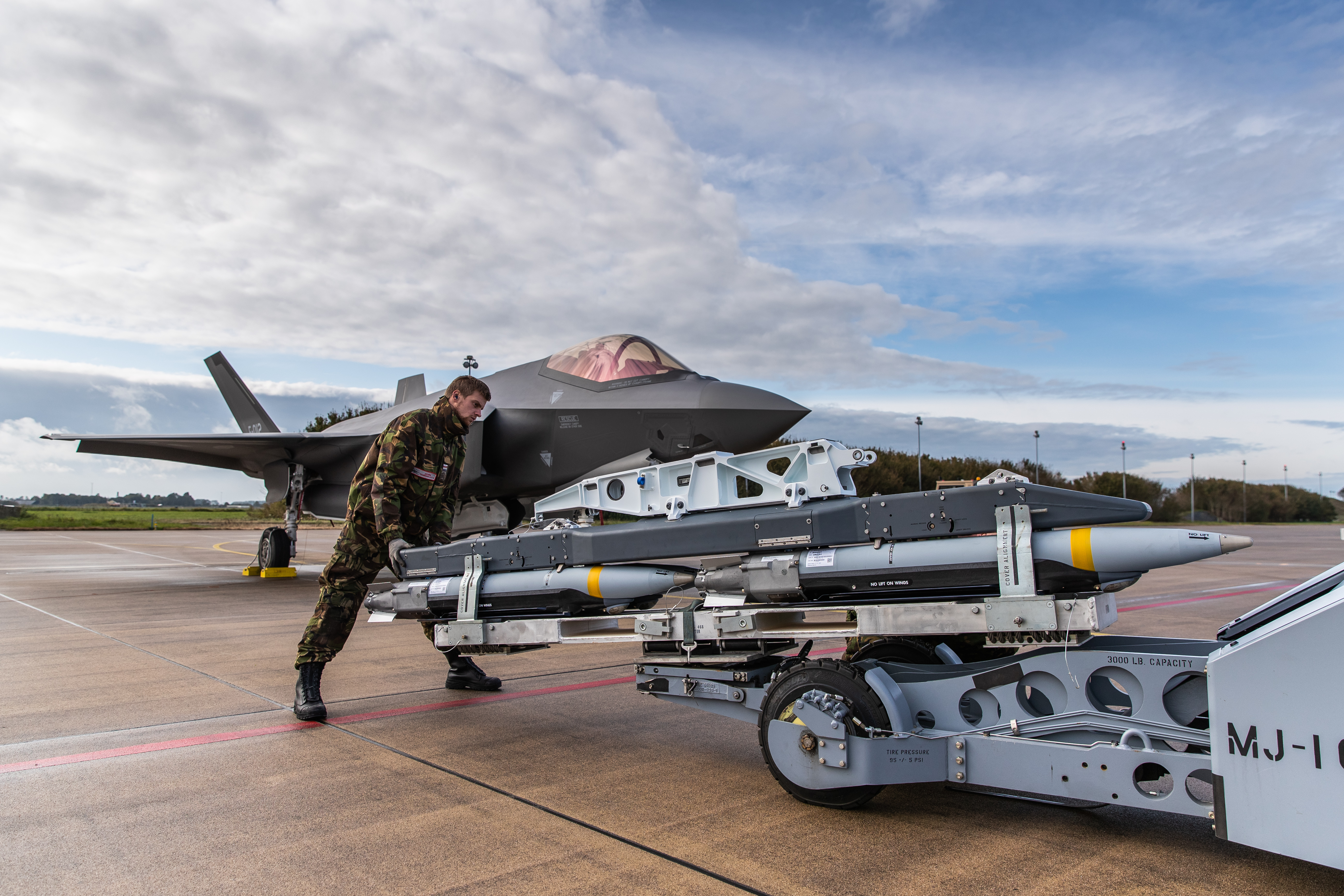
Des GBU-39 transportées devant un F-35 de l'Armée de l'air royale néerlandaise.

Deux modèles sont développés. Une version de la GBU-39 est équipée d'une centrale de navigation par inertie couplée à un GPS pour attaquer des cibles fixes ou immobiles, comme des dépôts de carburant ou des abris bétonnés.
La seconde version (GBU-40) comprend un système de recherche thermique avec reconnaissance automatique de cible pour frapper des cibles mobiles telles que des chars, des engins, et des postes de commandement mobiles.
La bombe guidée GBU-39 a un écart circulaire probable d'erreur de seulement 5-8 mètres, ce qui veut dire qu'elle a une probabilité de 50 % d'impacts à l'intérieur d'un cercle de rayon 5-8 mètres. Cette précision devrait réduire les dommages collatéraux.
La précision peut être améliorée par une actualisation des données différentielles de GPS préalablement à son largage. Ces données GPS sont calculées en utilisant une infrastructure support de précision, constituée d'au moins trois récepteurs GPS fixes (au sol) transmettant des coordonnées calculées, à une station de coordination au centre opérationnel aérien. Les corrections sont alors transmises par Liaison 16 au pilote de l'avion porteur de la GBU-39 qui modifie le paramétrage de la bombe.
La miniaturisation de la bombe permet à un seul avion de combat d'emporter en une mission plus de projectiles que les autres types de bombe. Le système équipe en premier lieu les  F-15E Strike Eagle et doit équiper progressivement les avions : F-16 Fighting Falcon, F-22 Raptor, F-35 Lightning II, A-10 Thunderbolt II, B-1 Lancer, B-2 Spirit, et B-52 Stratofortress.
La charge explosive de la bombe GBU-39 est constituée de 17 kg d'explosif brisant AFX-757 à base de RDX. Du fait de son profil, elle a cependant la même capacité de pénétration que la bombe bien plus lourde BLU-109 de 800 kg. Au cours des essais, la GBU-39 a réussi à perforer plus de 2,4 mètres de béton armé.
Elle dispose également de deux ailes en forme de losange ou de « diamant » qui se déploient après largage désigné sous le nom de « Diamond Back », lui permettant de planer et augmentant son rayon d'action atteignant jusqu'à 110 km. Cette voilure est fabriquée par MBDA à Huntsville (Alabama), la 20 000 e étant produite en septembre 2017 et un contrat pour en faire 21 000 autres est annoncé le 30 octobre 2017.
Quoique les coûts unitaires aient été incertains en 2006, le prix estimé pour la version à guidage GPS s'approchait de 70 000 $ américains. En 2020, le prix moyen est de 39 000 $.
Le système d'armes GBU-39 SDB a été utilisé pendant des opérations de combat en octobre 2006.
Par contrat rendu public en septembre 2006, Boeing est chargé de développer une version de la bombe GPU-39 qui remplace le container en acier par un châssis allégé en matériaux composites, et la charge, par un explosif à onde de choc concentrée tel qu'un explosif à métal lourd inerte (DIME Dense Inert Metal Explosive). Ceci est destiné à réduire le risque de « dommages collatéraux », lors d'utilisation de la bombe pour des frappes de précision en zone urbaine.
Une deuxième série d'essais de la GBU-39 SDB munie d'une charge explosive DIME, a été menée avec succès par Boeing mi-septembre 2007.
Depuis 2019, Boeing et Saab développent le Ground-Launched Small Diameter Bomb (GLSDB). Il s'agit d'une GBU-39 montée sur un moteur-fusée de roquette M26 utilisé par les lances-roquettes multiples M270 Multiple Launch Rocket System. Ce missile d'une portée de plus 150 km entre en service durant l'été 2023.